# Меньшовка
Меньшовка (рос. Меньшовка) — присілок в Малоярославецькому районі Калузької області Російської Федерації.
Населення становить 24 особи. Входить до складу муніципального утворення Село Маклино.

## Історія
Від 2004 року входить до складу муніципального утворення Село Маклино.

## Населення
| 2002 | 2010 |
| ---- | ---- |
| 88   | ↘24  |